# Los Angeles Blades (Inlinehockey)
Die Los Angeles Blades waren ein US-amerikanisches Inlinehockeyfranchise aus Los Angeles im Bundesstaat Kalifornien. Es existierte von 1993 bis 1997 und nahm an fünf Spielzeiten der professionellen Inlinehockeyliga Roller Hockey International teil. Die Heimspiele des Teams wurden im Great Western Forum ausgetragen.
Teambesitzerin war die Kalifornierin Jeanie Buss, der ebenfalls das Basketball-Team der Los Angeles Lakers aus der nordamerikanischen Profiliga National Basketball Association gehört.

## Geschichte
Die Los Angeles Blades waren 1993 eines von zwölf Teams, die in der Saison 1993 am Spielbetrieb der neu gegründeten professionellen Roller Hockey International teilnahmen. Die Blades erlebten eine sportlich erfolgreiche Zeit und qualifizierten sich in allen fünf Saisons für die Playoffs um den Murphy Cup. In ihrer Premierensaison erreichten sie nach einem Sieg gegen die Toronto Planets das Halbfinale, unterlagen aber im kalifornischen Duell den Anaheim Bullfrogs. Dasselbe geschah im Folgejahr; die Los Angeles Blades verloren im Conference-Halbfinale gegen die Bullfrogs. Auch 1995, 1996 und 1997 unterlagen die Blades im kalifornischen Duell den Anaheim Bullfrogs. 
Nach der Saison 1997 wurde das Team aufgelöst.
1993 hatte das Team einen Zuschauerschnitt von 3528, dieser pendelte in den Folgejahren zwischen 3653 und 4436 Zuschauern.
Die Teamfarben waren Nordischblau, Schwarz, Silber und Weiß.

## Saisonstatistik
Abkürzungen: Sp = Spiele, S = Siege, N = Niederlagen, U = Unentschieden, OTN = Niederlagen nach Overtime oder Shootout, Pkt = Punkte, T = Erzielte Tore, GT = Gegentore
| Saison | Sp | S  | N  | U | OTN | Pkt | T   | GT  | Platz       | Playoffs                                                                                             |
| 1993   | 14 | 8  | 6  | 0 | –   | 16  | 110 | 107 | 2., Buss    | Sieg im Playoff-Viertelfinale, 6:5 (Toronto) Niederlage im Playoff-Halbfinale, 4:13 (Anaheim)        |
| 1994   | 22 | 18 | 4  | 0 | –   | 36  | 180 | 133 | 1., Pacific | Sieg im Conference-Viertelfinale, 2:0 (San Diego) Niederlage im Conference-Halbfinale, 0:2 (Anaheim) |
| 1995   | 24 | 9  | 10 | 5 | –   | 23  | 147 | 164 | 4., Pacific | Niederlage im Conference-Viertelfinale, 1:2 (Anaheim)                                                |
| 1996   | 28 | 16 | 11 | – | 1   | 33  | 160 | 155 | 2., Pacific | Niederlage im Conference-Halbfinale, 0:2 (Anaheim)                                                   |
| 1997   | 24 | 11 | 8  | – | 5   | 27  | 166 | 155 | 3., Western | Niederlage im Conference-Halbfinale, 1:2 (Anaheim)                                                   |

## Bekannte Spieler
- Doug Ast
- Ralph Barahona
- Mike Burman
- Troy Crowder
- Steve Dykstra
- Sean Gauthier
- Éric Lavigne
- David Littman
- Ian McIntyre
- Maxim Michailowski
- Kraig Nienhuis
- Terran Sandwith
- Nicholas Vachon